# Joao Joshimar Rojas
Joao Joshimar Rojas López (El Guabo, Ecuador; 16 de agosto de 1997), conocido como Joao Rojas, es un futbolista ecuatoriano. Juega como extremo izquierdo en Barcelona Sporting Club de la Serie A de Ecuador.

## Trayectoria
A mediados de la temporada 2016 juega para Aucas, siendo titular por sus buenas actuaciones tanto en el Campeonato Nacional como en la Copa Sudamericana.
El 22 de diciembre de 2016, luego de dos temporadas en Aucas, fue anunciado su fichaje por Emelec donde hasta la actualidad ha mostrado un buen nivel.
El 29 de junio de 2022, el club ecuatoriano anunció la transferencia del 100% de los derechos federativos y deportivos del jugador al Club de Fútbol Monterrey de la Primera División de México.
El 9 de julio de 2022 Joao sufrió una rotura de ligamento cruzado en su rodilla izquierda en el partido ante el Club América, dicha lesión lo mantuvo fuera de actividad el resto del Torneo Apertura 2022, en dicho encuentro aportó con una asistencia en el tercer gol de rayados.

## Selección nacional
El 4 de octubre de 2015, Joao fue convocado a practicar con la selección absoluta de Ecuador debido a la lesión de un compatriota, previo a las primeras dos fechas de las eliminatorias mundialistas.
Pensó que era una broma, pero luego con la información confirmada, declaró:

«El primer objetivo es aprender cosas de ellos (jugadores), cosas del nivel europeo, no pienso por ahora en Argentina ni Bolivia. Nunca pensé llegar a la selección tan pronto y no me pondré a pensar cosas que no estén a mi alcance, quiero aprender de jugadores que siempre los apoye. Compartir con ellos será bonito y será una experiencia que me sirva a aprender.»

Joao no fue incluido en la lista para los partidos pero lograron dos triunfos.
Al año siguiente, fue convocado por primera vez para practicar con la selección sub-20, el 22 de febrero de 2016 entrenó con los juveniles, con el objetivo de integrar el plantel del Sudamericano Sub-20 del 2017.
Rojas fue convocado para la selección de Ecuador mayor el 14 de marzo, para estar a la orden en las fechas 5 y 6 de la clasificación al Mundial 2018. No integró el banco de suplentes pero practicó con los mayores.
Con la sub-20, fue convocado para jugar dos partidos de práctica, contra equipos de la Segunda División ecuatoriana.
Fue citado para jugar con la selección la Copa Mitad del Mundo contra clubes sub-19. Llegaron hasta semifinal, instancia en la que fueron derrotados por Cortuluá. Danubio de Uruguay se coronó campeón.
Luego fue convocado para realizar una gira en Estados Unidos y jugar varios partidos amistosos, pero su club Aucas no lo cedió debido a su importancia en el equipo.

### Categorías inferiores

#### Participaciones en Sudamericanos
| Campeonato                  | Sede    | Resultado  | Partidos | Goles |
| --------------------------- | ------- | ---------- | -------- | ----- |
| Sudamericano Sub-20 de 2017 | Ecuador | Subcampeón | 8        | 0     |

#### Participaciones en Copas del Mundo
| Campeonato                  | Sede          | Resultado      | Partidos | Goles |
| --------------------------- | ------------- | -------------- | -------- | ----- |
| Copa Mundial Sub-20 de 2017 | Corea del Sur | Fase de grupos | 3        | 0     |

### Selección absoluta

#### Participaciones en eliminatorias
| Eliminatorias      | Sede            | Resultado   | Partidos | Goles |
| ------------------ | --------------- | ----------- | -------- | ----- |
| Eliminatorias 2022 | América del Sur | Clasificado | 6        | 0     |

### Partidos internacionales
Actualizado al último partido disputado el 24 de marzo de 2022.
| \| N.° \| Fecha \| Ciudad \| Rival \| Resultado \| Resultado \| Competencia \| \| --- \| ----------------------- \| --------------- \| ----------------- \| --------- \| --------- \| ----------------------------------- \| \| 1. \| 14 de noviembre de 2019 \| Portoviejo \| Trinidad y Tobago \| 3-0 \| Victoria \| Amistoso \| \| 2. \| 19 de noviembre de 2019 \| Harrison \| Colombia \| 0-1 \| Derrota \| Amistoso \| \| 3. \| 17 de noviembre de 2020 \| Quito \| Colombia \| 6-1 \| Victoria \| Eliminatorias al Mundial Catar 2022 \| \| 4. \| 2 de septiembre de 2021 \| Quito \| Paraguay \| 2-0 \| Victoria \| Eliminatorias al Mundial Catar 2022 \| \| 5. \| 7 de octubre de 2021 \| Guayaquil \| Bolivia \| 3-0 \| Victoria \| Eliminatorias al Mundial Catar 2022 \| \| 6. \| 10 de octubre de 2021 \| Caracas \| Venezuela \| 1-2 \| Derrota \| Eliminatorias al Mundial Catar 2022 \| \| 7. \| 11 de noviembre de 2021 \| Quito \| Venezuela \| 1-0 \| Victoria \| Eliminatorias al Mundial Catar 2022 \| \| 8. \| 24 de marzo de 2022 \| Ciudad del Este \| Paraguay \| 1-3 \| Derrota \| Eliminatorias al Mundial Catar 2022 \| |                         |                 |                   |           |           |                                     |
| N.° | Fecha                   | Ciudad          | Rival             | Resultado | Resultado | Competencia                         |
| 1. | 14 de noviembre de 2019 | Portoviejo      | Trinidad y Tobago | 3-0       | Victoria  | Amistoso                            |
| 2. | 19 de noviembre de 2019 | Harrison        | Colombia          | 0-1       | Derrota   | Amistoso                            |
| 3. | 17 de noviembre de 2020 | Quito           | Colombia          | 6-1       | Victoria  | Eliminatorias al Mundial Catar 2022 |
| 4. | 2 de septiembre de 2021 | Quito           | Paraguay          | 2-0       | Victoria  | Eliminatorias al Mundial Catar 2022 |
| 5. | 7 de octubre de 2021    | Guayaquil       | Bolivia           | 3-0       | Victoria  | Eliminatorias al Mundial Catar 2022 |
| 6. | 10 de octubre de 2021   | Caracas         | Venezuela         | 1-2       | Derrota   | Eliminatorias al Mundial Catar 2022 |
| 7. | 11 de noviembre de 2021 | Quito           | Venezuela         | 1-0       | Victoria  | Eliminatorias al Mundial Catar 2022 |
| 8. | 24 de marzo de 2022     | Ciudad del Este | Paraguay          | 1-3       | Derrota   | Eliminatorias al Mundial Catar 2022 |

## Estadísticas

### Clubes
Actualizado al último partido disputado el 16 de mayo de 2024.
| Club                      | Div.          | Temporada     | Liga  | Liga  | Liga   | Copas nacionales | Copas nacionales | Copas nacionales | Torneos internacionales | Torneos internacionales | Torneos internacionales | Total | Total | Total  |
| Club                      | Div.          | Temporada     | Part. | Goles | Asist. | Part.            | Goles            | Asist.           | Part.                   | Goles                   | Asist.                  | Part. | Goles | Asist. |
| ------------------------- | ------------- | ------------- | ----- | ----- | ------ | ---------------- | ---------------- | ---------------- | ----------------------- | ----------------------- | ----------------------- | ----- | ----- | ------ |
| Aucas · Ecuador           | 1.ª           | 2015          | 21    | 3     | 3      | Inexistentes     | Inexistentes     | Inexistentes     | Inexistentes            | Inexistentes            | Inexistentes            | 21    | 3     | 3      |
| Aucas · Ecuador           | 1.ª           | 2016          | 39    | 3     | 8      | Inexistentes     | Inexistentes     | Inexistentes     | 2                       | 1                       | 0                       | 41    | 4     | 8      |
| Aucas · Ecuador           | Total club    | Total club    | 60    | 6     | 11     | 0                | 0                | 0                | 2                       | 1                       | 0                       | 62    | 7     | 11     |
| C. S. Emelec · Ecuador    | 1.ª           | 2017          | 7     | 2     | 0      | Inexistentes     | Inexistentes     | Inexistentes     | 0                       | 0                       | 0                       | 7     | 2     | 0      |
| C. S. Emelec · Ecuador    | 1.ª           | 2018          | 31    | 3     | 0      | Inexistentes     | Inexistentes     | Inexistentes     | 3                       | 0                       | 0                       | 34    | 3     | 0      |
| C. S. Emelec · Ecuador    | 1.ª           | 2019          | 28    | 4     | 6      | 6                | 2                | 0                | 3                       | 0                       | 0                       | 37    | 6     | 6      |
| C. S. Emelec · Ecuador    | 1.ª           | 2020          | 13    | 2     | 2      | Inexistentes     | Inexistentes     | Inexistentes     | 4                       | 0                       | 0                       | 17    | 2     | 2      |
| C. S. Emelec · Ecuador    | 1.ª           | 2021          | 28    | 10    | 10     | 0                | 0                | 0                | 7                       | 1                       | 0                       | 35    | 11    | 10     |
| C. S. Emelec · Ecuador    | 1.ª           | 2022          | 9     | 0     | 2      | 0                | 0                | 0                | 5                       | 3                       | 2                       | 14    | 3     | 4      |
| C. S. Emelec · Ecuador    | Total club    | Total club    | 116   | 21    | 20     | 6                | 2                | 0                | 22                      | 4                       | 2                       | 144   | 27    | 22     |
| C. F. Monterrey · México  | 1.ª           | 2022-23       | 9     | 0     | 2      | —                | —                | —                | 0                       | 0                       | 0                       | 9     | 0     | 2      |
| C. F. Monterrey · México  | 1.ª           | 2023-24       | 13    | 2     | 0      | —                | —                | —                | 7                       | 0                       | 0                       | 20    | 2     | 0      |
| C. F. Monterrey · México  | Total club    | Total club    | 22    | 2     | 2      | 0                | 0                | 0                | 7                       | 0                       | 0                       | 29    | 2     | 2      |
| Barcelona S. C. · Ecuador | 1.ª           | 2024          | 8     | 1     | 0      | 0                | 0                | 0                | 5                       | 1                       | 0                       | 13    | 2     | 0      |
| Barcelona S. C. · Ecuador | Total club    | Total club    | 8     | 1     | 0      | 0                | 0                | 0                | 5                       | 1                       | 0                       | 13    | 2     | 0      |
| Total carrera             | Total carrera | Total carrera | 206   | 30    | 33     | 6                | 2                | 0                | 36                      | 6                       | 2                       | 235   | 38    | 35     |
| 1. 2.                     |               |               |       |       |        |                  |                  |                  |                         |                         |                         |       |       |        |

### Selección
Actualizado al último partido disputado el 24 de marzo de 2022.
| Selección          | Temporada     | Continental | Continental | Mundial | Mundial | Amistosos | Amistosos | Total | Total |
| Selección          | Temporada     | Part.       | Goles       | Part.   | Goles   | Part.     | Goles     | Part. | Goles |
| ------------------ | ------------- | ----------- | ----------- | ------- | ------- | --------- | --------- | ----- | ----- |
| Absoluta · Ecuador | 2016-act.     | 6           | 0           | —       | —       | 2         | 0         | 8     | 0     |
| Absoluta · Ecuador | Total         | 6           | 0           | 0       | 0       | 2         | 0         | 8     | 0     |
| Total carrera      | Total carrera | 6           | 0           | 0       | 0       | 2         | 0         | 8     | 0     |

## Palmarés

### Campeonatos nacionales
| Título             | Club         | País    | Año  |
| ------------------ | ------------ | ------- | ---- |
| Serie A de Ecuador | C. S. Emelec | Ecuador | 2017 |

### Distinciones individuales
| Distinción                           | Club         | País    | Año  |
| ------------------------------------ | ------------ | ------- | ---- |
| Mejor jugador juvenil de la Serie A  | C. S. Emelec | Ecuador | 2015 |
| 11 ideal del Campeonato Ecuatoriano  | C. S. Emelec | Ecuador | 2015 |
| 11 ideal del Campeonato Ecuatoriano  | C. S. Emelec | Ecuador | 2018 |
| 11 ideal del Campeonato Ecuatoriano  | C. S. Emelec | Ecuador | 2019 |
| 11 ideal del Campeonato Ecuatoriano  | C. S. Emelec | Ecuador | 2021 |
| Mejor volante ofensivo de la LigaPro | C. S. Emelec | Ecuador | 2021 |